# Cluster 5
Cluster 5 ist ein Ausbruch einer mutierten Variante des Virus SARS-CoV-2, welche in Nordjütland, Dänemark, entdeckt wurde. Es wird angenommen, dass es durch Amerikanische Nerze über Pelztierfarmen auf den Menschen übertragen wurde, nachdem zunächst Menschen SARS-CoV-2 auf die Tiere übertragen hatten. Am 4. November 2020 wurde bekannt gegeben, dass sämtliche Nerze Dänemarks gekeult würden, um die Verbreitung des mutierten Virus zu verhindern. Weiter wurden zu diesem Zweck Maßnahmen wie ein Lockdown sowie Reiserestriktionen in sieben Bezirken Nordjütlands ergriffen. Eine Ausbreitung der mutierten Virusvariante könnte die dänische, aber auch die weltweite Bekämpfung der COVID-19-Pandemie gefährden.
Die Weltgesundheitsorganisation wird noch Details zu dieser Mutation veröffentlichen.

## Hintergrund
Dänemark ist der weltweit größte Produzent von Nerzfellen. Nerze gehören zu den Tieren, die mit dem Coronavirus infiziert werden können. Erste Fälle von Übertragungen des Virus von Nerzen auf den Menschen wurden durch genetische Analyse und Nachverfolgung in den Niederlanden dokumentiert, was dazu führte, dass die Regierung Ende 2020 ein Verbot von Nerzfarmen auf den Weg brachte, das ab 2024 greifen sollte. Im August 2020 bestätigte das Landwirtschaftsministerium der Vereinigten Staaten Fälle von SARS-CoV-2-Infektionen bei Nerzen in Utah.

## Zeitlicher Verlauf des Ausbruchs
Am 4. November 2020 teilte die dänische Regierungschefin Mette Frederiksen mit, dass mutierte Coronaviren von Nerzen auf den Menschen übertragen wurden. Diese Fälle seien hauptsächlich an Nerzfarmen in Nordjütland gebunden. Ein Bericht des Statens Serum Institut (SSI) befand, dass mindestens 12 Menschen mit dieser Virusvariante in Nordjütland infiziert worden sind, die in diesem Bericht als Cluster 5 bezeichnet wurde. Es wurde zudem berichtet, dass Antikörper nur schwach auf Cluster 5 wirken. Während das Institut selbst die Ansicht vertrat, diese Mutation sei nicht gefährlicher als andere SARS-CoV-2-Varianten, warnte Kare Molbak, die Leiterin des SSI, davor, dass die Mutation wahrscheinlich nicht auf COVID-19-Impfstoffe, die gleichzeitig mit dem Auftauchen der neuen Virusvariante entwickelt werden, reagiere, die Impfstoffe also unwirksam für Cluster 5 sein könnten.
Frederiksen informierte darüber, dass der Staat präventiv mit der Keulung sämtlicher 17 Millionen Nerze in Dänemark angefangen habe. Um die weitere Verbreitung dieser Mutation zu vermeiden, wurden am 5. November 2020 weitere Maßnahmen wie eine Ausgangssperre sowie andere Bewegungseinschränkungen in einigen Bezirken Nordjütlands angeordnet. Diese Bezirke sind: Brønderslev, Frederikshavn, Hjørring, Jammerbugt, Læsø, Thisted sowie Vesthimmerland. Die Maßnahmen sollen vom 6. November bis mindestens zum 3. Dezember gelten. Kulturelle Einrichtungen, Kinos, Theater, Sport- und Freizeiteinrichtungen wie auch Restaurants müssen schließen. Reisen in oder aus anderen Bezirken sind verboten. Auch der öffentliche Nahverkehr wird am 9. November eingestellt.
Am 6. November 2020 kündigte das Vereinigte Königreich an, dass alle Reisenden, die aus Dänemark in das Vereinigte Königreich einreisen wollen, in eine 14-tägige Selbstisolation gehen sollen.
Während die Weltgesundheitsorganisation (WHO) über diese Mutation unterrichtet sein soll, müssen wissenschaftliche Details erst noch veröffentlicht werden.

## Wissenschaftliche Bewertung
Nach Einschätzung von Christian Drosten, geäußert im NDR-Info-Podcast Coronavirus-Update vom 10. November 2020, ist aus bisheriger Sicht die Gefahr eher gering. Die wesentliche der Klade-5- (oder Cluster-5-) Mutationen, die die Andockregion des Spike-Proteins betrifft, ist eine evolutionäre Anpassung von SARS-CoV-2 an die Bedingungen im Amerikanischen Nerz, bei denen sich das körpereigene Protein, das das Virus zum Eindringen in die Zelle verwendet, geringfügig von der menschlichen Version unterscheidet. (Es hat einen Tyrosin-Rest an einer Stelle, an der beim Menschen ein räumlich kleinerer Aminosäure-Rest sitzt.) Exakt dieselbe Mutation in der Proteinsequenz des Virus ist zuvor schon mindestens dreimal unabhängig voneinander in niederländischen Nerzfarmen entstanden und hat sich auch dort bis zur Keulung in den Nerzen verbreitet. Diese Mutation, die dem Virus in Nerzen von Vorteil ist, ist ihm in Menschen von Nachteil, und sie hat deswegen in Menschen keine realistische Aussicht auf weite Verbreitung. Nach den bisher vorliegenden Erkenntnissen hat sich das mutierte Cluster 5 auch in Dänemark nicht sehr weit unter Menschen verbreitet und ist möglicherweise bereits ausgestorben. Dies wird auch in einem Bericht des ECDC vom 29. Dezember 2020 über andere neue Varianten von SARS-CoV-2 bestätigt.